# Liste der Naturschutzgebiete in Heilbronn
Im Heilbronn gibt es 5 Naturschutzgebiete, die zusammen eine Fläche von insgesamt rund 97,6 Hektar einnehmen. Dies entspricht einem Flächenanteil von rund einem Prozent des Stadtgebietes Heilbronn. Für die Ausweisung von Naturschutzgebieten ist das Regierungspräsidium Stuttgart zuständig. Nach der Schutzgebietsstatistik der Landesanstalt für Umwelt, Messungen und Naturschutz Baden-Württemberg (LUBW) stehen 88,95 Hektar der Fläche des Stadtkreises unter Naturschutz, das sind 0,89 Prozent.

## Naturschutzgebiete in Heilbronn
| Name                                             | Bild | Kennung            | Einzelheiten | Position | Fläche Hektar | Datum         |
| ------------------------------------------------ | ---- | ------------------ | --- | -------- | ------------- | ------------- |
| Prallhang des Neckars bei Lauffen                |      | 1.120 WDPA: 165032 | Heilbronn, Lauffen am Neckar, Talheim (Landkreis Heilbronn) Geologischer Aufschluss im Oberen Muschelkalk mit einer Vielzahl seltener Tier- und Pflanzenarten.                                                                        | ⊙        | 3,4           | 15. Feb. 1984 |
| Köpfertal                                        |      | 1.131 WDPA: 318678 | Heilbronn Tal mit mehreren Feuchtgebieten, naturnahem Schluchtwald und einer Felsklinge, vegetationskundlich und faunistisch wertvoll.                                                                                                | ⊙        | 25,7          | 16. Jan. 1985 |
| Schilfsandsteinbruch beim Jägerhaus mit Umgebung |      | 1.038 WDPA: 82520  | Heilbronn Ehemaliger Steinbruch. In den schluchtartigen Zugängen lindenreiche Hangwälder mit reicher Farnflora. Naherholungsgebiet für die Bevölkerung der Stadt Heilbronn.                                                           | ⊙        | 29,7          | 13. Feb. 1986 |
| Altneckar Horkheim                               |      | 1.155 WDPA: 162128 | Heilbronn, Lauffen am Neckar, Nordheim (Württemberg) Natürliche Flussstrecke des Neckars und angrenzende Gebiete mit Kies- und Schotterbänken, Steilufern und Flachwasserbereichen; Brut-, Rast- und Nahrungsplatz vieler Vogelarten. | ⊙        | 39,3          | 26. Nov. 1987 |
| Frankenbacher Schotter                           |      | 1.273 WDPA: 389593 | Heilbronn, Leingarten Sicherung und Erhalt eines durch die Kombination von Lösssteilwänden, Stillgewässern, offenen Kiesflächen, Ruderalflächen, Gehölzen, Wiesen und Äckern geprägten Landschaftsausschnitts                         | ⊙        | 14,4          | 24. Juni 2008 |
| Legende für Naturschutzgebiet                    |      |                    | |          |               |               |